# 가이스터즈
가이스터즈는 프레임 엔터테인먼트와 플럼에서 제작한 TV 애니메이션 시리즈이다. 2001년 10월 6일부터 2002년 3월 30일까지 대한민국과 일본에서 동시에 방영되었다.

## 이야기
4백년전에 소행성이 지구와 출동하는 것보다 확실해졌으며 생물종의 멸종이 다가온다. 인류는 10년동안 생존 계획을 고안하게 된다. 드비어스는 시오루가 새 지하세계를 꾸미면서 우주로 나가게 된다. 3백년전에 인류는 별 너머에서 지상으로 돌아오게 된다. 

## 등장인물
- 드비어스
- 시올
- 드미드카 몰키아
- 쿠마
- 하치
- 얀지
- 키탄

## 한국판 성우진 (MBC)
- 최원형 - 딘
- 신성호 - 레온
- 성완경 - 알키온
- 우정신 - 샤이/소년
- 배정미 - 크리스
- 오세홍 - 빅터
- 김현직 - 램버트
- 최성우 - 이난나
- 박은숙 - 에레시아
- 이영란 - 피라
- 박소라 - 여동생
- 권혁수 - 월파

## 참고 사항
- 본 애니메이션의 시청층이 만 15세 이상으로 설정된 이른바 '하이타겟' 작품인데도 불구하고, 평일 오후 5시 20분에 방영함으로써 주 시청자층인 청소년들의 접근을 '원천봉쇄'하고 있다는 수 많은 시청자들의 항의가 계속 거세면서,  10대 청소년을 대상으로 하는 애니메이션들을 어린이 시청 시간대에 엉뚱하게 편성함으로써 시청자들의 연령층을 고려한 방송사들의 배려는 뒷전이고, 시청률이 기대에 못미치는 건 물론, 불필요한 편집을 강행하여 작품성까지 훼손되고 있다는 지적이 일고 있었다. 당시 KBS 편성본부 애니메이션 운영사업팀의 강성철 팀장의 인터뷰에서, "당초 26부작으로 종영할 예정이었지만 평균 2~3%대의 저조한 시청률로 외주 제작사가 추가 재원을 확보하지 못한 채, 나머지 방송분을 제작할 여력이 없어 13부작으로 조기 종영하게 된 것인데, 방송 시간대가 너무 이르다는 지적이 있기는 하지만, 6시대에는 뉴스와 교양 프로그램 때문에 도저히 시간을 낼 엄두도 못 내는 형편이기 때문에 MBC 입장에선 최대로 배려한 편성이었다"라고 해명했다.